# David Holmes (cascadeur)
Pour les articles homonymes, voir David Holmes et Holmes.
David Holmes (né le 1er janvier 1981) est un cascadeur et animateur de podcast britannique.

## Biographie
David Holmes a été la doublure de Daniel Radcliffe dans le rôle de Harry Potter dans les six premiers films de la série de films Harry Potter. Il a aussi joué un batteur de Serpentard dans Harry Potter à l'école des sorciers, mais une erreur dans le générique du film le répertorie comme jouant le personnage d’Adrian Pucey alors que ce rôle est en fait joué par Scott Fern.
Lors du tournage d’essai pour Harry Potter et les Reliques de la Mort en janvier 2009, Holmes s’est blessé à la colonne vertébrale dans un accident lors de l’une des cascades. Bien qu’il ait initialement espéré retourner au travail, Holmes est maintenant paralysé et se déplace en fauteuil roulant. Il est crédité dans le film fini en tant que cascadeur.
Après être devenu handicapé, il s’est lancé dans la course automobile, conduisant une voiture avec des commandes manuelles qu’il pouvait actionner. Avec deux amis – également paralysés – Holmes a lancé Ripple Productions, qui a lancé en 2020 un podcast avec Daniel Radcliffe, intitulé Cunning Stunts, interviewant d’autres cascadeurs pour les sensibiliser aux risques auxquels ils sont confrontés.

## Filmographie

### Cinéma
- 2001 : Harry Potter à l'école des sorciers de Chris Columbus : doublure cascade Harry Potter
- 2002 : Harry Potter et la Chambre des secrets de Chris Columbus : doublure cascade Harry Potter
- 2004 : Harry Potter et le Prisonnier d'Azkaban d'Alfonso Cuarón : doublure cascade Harry Potter
- 2005 : 
  - Harry Potter et la Coupe de feu de Mike Newell : doublure cascade Harry Potter
  - Hooligans de Lexi Alexander : cascadeur
- 2007 : 
  - À la croisée des mondes : La Boussole d'or de Chris Weitz : cascadeur
  - Benjamin Gates et le Livre des secrets de Jon Turteltaub : cascadeur
  - Harry Potter et l'Ordre du Phénix de David Yates : doublure cascade Harry Potter
  - Harry & Paul de Harry Enfield et Paul Whitehouse : cascadeur
  - La Dernière Légion de Doug Lefler : cascadeur
- 2008 : 
  - Cœur d’encre de Iain Softley : cascadeur
  - Doomsday de Neil Marshall : cascadeur
  - The Mutant Chronicles de Simon Hunter : cascadeur
- 2009 : Harry Potter et le Prince de sang-mêlé de David Yates : doublure cascade Harry Potter
- 2010 : Harry Potter et les Reliques de la Mort, partie 1 de David Yates : doublure cascade Harry Potter
- 2011 : Harry Potter et les Reliques de la Mort, partie 2 de David Yates : doublure cascade Harry Potter
- 2015 : Charlie Mortdecai de David Koepp : cascadeur

### Télévision

#### Téléfilm
- 2008 : Mon fils Jack de Brian Kirk : cascadeur

## Documentaire
- 2023 : David Holmes: The Boy Who Lived réalisé par Dan Hartley.